# Manuel Späth
Manuel Späth (* 16. Oktober 1985 in Ostfildern) ist ein deutscher Handballspieler. Der Kreisläufer ist 2,00 m groß.

## Karriere

### Verein

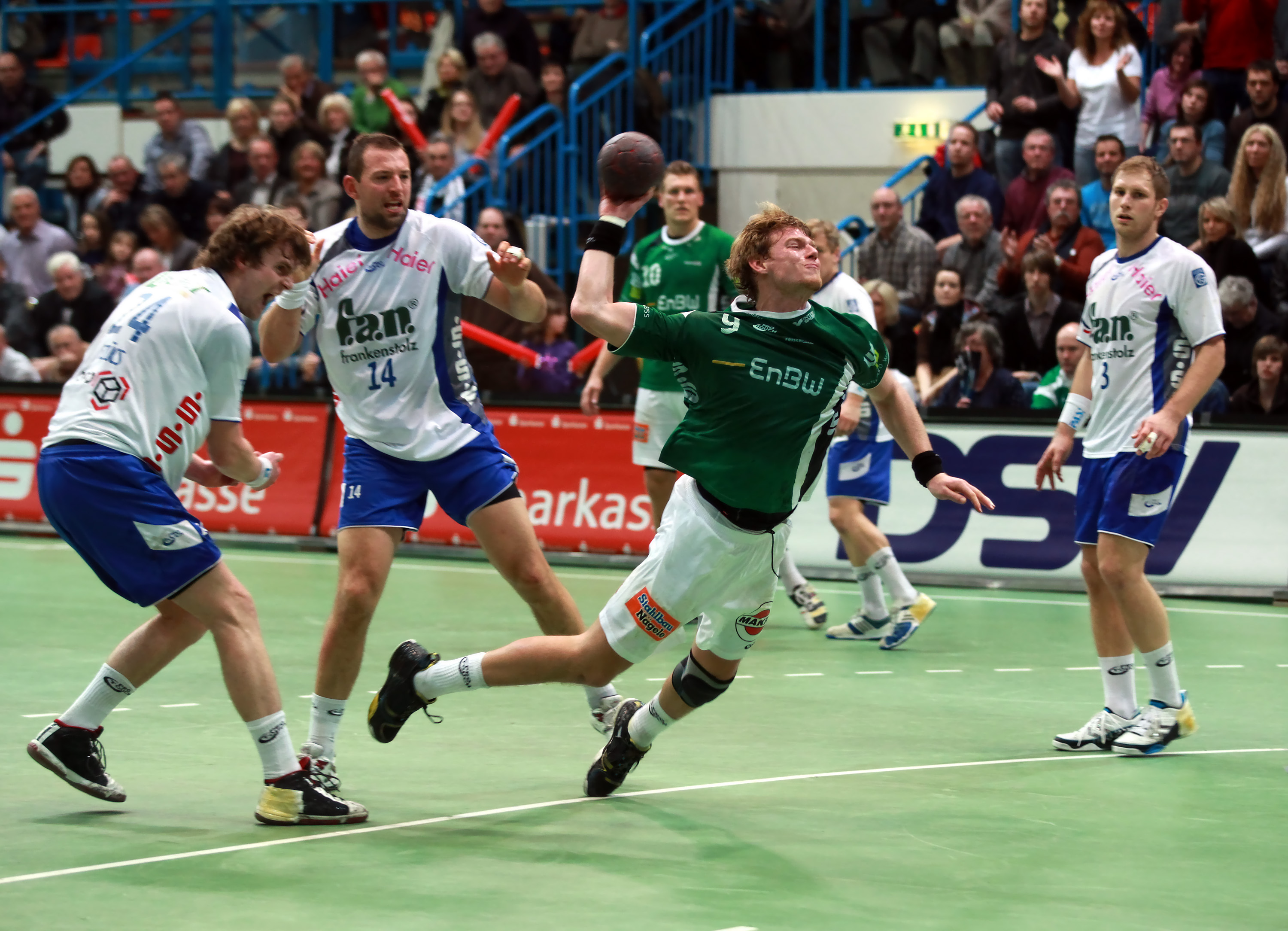
Manuel Späth am 22. Dezember 2010 im Trikot von Frisch Auf Göppingen beim Bundesligaspiel gegen den TV Großwallstadt

In der Jugend spielte Späth ausschließlich bei der JSG Ostfildern. Seine erste Station als Aktiver war bis Anfang 2004 der TB Ruit. Von Ruit wechselte er zum TSV Neuhausen, wo er erfolgreichster Torschütze in der Regionalliga Süd war. In der Saison 2006/2007 wechselte Späth zum Bundesligisten Frisch Auf Göppingen.
Am 9. November 2013 beim Bundesligaspiel Frisch Auf Göppingen gegen den ThSV Eisenach konnte Manuel Späth ein im verletzungsanfälligen Profihandball sehr ungewöhnliches Jubiläum verzeichnen: er bestritt sein 250. Ligaspiel (und damit sein 309. Profi-Pflichtspiel, also einschließlich DHB-Pokalspielen und Europapokalspielen) in Folge, das heißt, ohne ein einziges Spiel verletzungs- oder krankheitsbedingt zu verpassen. In elf Jahren in Göppingen hat er von 470 Pflichtspielen lediglich eine Partie verpasst.
Im Sommer 2017 wechselte Späth zum TVB 1898 Stuttgart. Zur Saison 2020/21 wechselte er zum portugiesischen Erstligisten FC Porto. Mit Porto gewann er 2021 die portugiesische Meisterschaft sowie den portugiesischen Pokal. Bei allen Vereinen trug er seit 2006 die Rückennummer 9. Nach nur einer Saison verließ er Portugal wieder und schloss sich im Sommer 2021 dem HSV Hamburg an. Nach der Saison 2021/22 beendete er seine Profikarriere. Im Januar 2022 unterschrieb er bei seinem Heimatverein, der HSG Ostfildern, einen ligaunabhängigen Zwei-Jahres-Vertrag, der ab Sommer 2022 gilt. Zudem war er von Sommer 2022 bis Sommer 2023 hauptamtlicher Vereinsmanager des SSV Esslingen. Im Februar 2024 kehrte er für zwei Spiele zum TVB 1898 Stuttgart zurück. Nach der Saison 2024/25 hat er seine Karriere beendet.

### Nationalmannschaft
Sein Debüt in der deutschen Nationalmannschaft gab Manuel Späth am 29. November 2008 beim Testspiel gegen Island. Bei seinem einzigen internationalen Turnier, der Europameisterschaft 2010, belegte er mit der deutschen Auswahl Platz 10. Das letzte seiner 40 Länderspiele bestritt er am 19. März 2017 gegen Schweden.

### Erfolge
- Württembergischer Jugendmeister 2002 mit der HSG Ostfildern
- EHF-Pokalsieger 2011, 2012, 2016 und 2017 mit Frisch Auf Göppingen
- portugiesische Meisterschaft 2021
- portugiesischer Pokal 2021

### Bundesligabilanz
| Saison    | Verein                        | Spielklasse | Spiele | Tore | 7-Meter | Feldtore |
| --------- | ----------------------------- | ----------- | ------ | ---- | ------- | -------- |
| 2006/07   | Frisch Auf Göppingen          | Bundesliga  | 34     | 47   | 0       | 47       |
| 2007/08   | Frisch Auf Göppingen          | Bundesliga  | 34     | 38   | 0       | 38       |
| 2008/09   | Frisch Auf Göppingen          | Bundesliga  | 34     | 105  | 0       | 105      |
| 2009/10   | Frisch Auf Göppingen          | Bundesliga  | 34     | 83   | 0       | 83       |
| 2010/11   | Frisch Auf Göppingen          | Bundesliga  | 34     | 72   | 0       | 72       |
| 2011/12   | Frisch Auf Göppingen          | Bundesliga  | 34     | 99   | 0       | 99       |
| 2012/13   | Frisch Auf Göppingen          | Bundesliga  | 34     | 79   | 0       | 79       |
| 2013/14   | Frisch Auf Göppingen          | Bundesliga  | 34     | 74   | 0       | 74       |
| 2014/15   | Frisch Auf Göppingen          | Bundesliga  | 36     | 68   | 0       | 68       |
| 2015/16   | Frisch Auf Göppingen          | Bundesliga  | 32     | 49   | 0       | 49       |
| 2016/17   | Frisch Auf Göppingen          | Bundesliga  | 33     | 55   | 0       | 55       |
| 2017/18   | TVB Stuttgart                 | Bundesliga  | 34     | 65   | 0       | 65       |
| 2018/19   | TVB Stuttgart                 | Bundesliga  | 36     | 64   | 0       | 64       |
| 2019/20   | TVB Stuttgart                 | Bundesliga  | 26     | 30   | 0       | 30       |
| 2021/22   | Handball Sport Verein Hamburg | Bundesliga  | 33     | 21   | 0       | 21       |
| 2023/24   | TVB Stuttgart                 | Bundesliga  | 2      | 0    | 0       | 0        |
| 2006–2024 | gesamt                        | Bundesliga  | 499    | 933  | 0       | 933      |

## Persönliches
Späth hat ein Studium in International Management abgeschlossen. Er ist verheiratet und hat zwei Töchter. Späth ist Anhänger des VfB Stuttgart.